# Yiinthi gallonae
Yiinthi gallonae is een spinnensoort in de taxonomische indeling van de jachtkrabspinnen (Sparassidae).
Het dier behoort tot het geslacht Yiinthi. De wetenschappelijke naam van de soort werd voor het eerst geldig gepubliceerd in 1994 door Hugh Davies.